# Tim Lenton
Timothy Michael „Tim“ Lenton ist ein britischer Klimawandel- und Erdsystemwissenschaftler.
Er ist Professor an der University of Exeter. Lentons jüngste Arbeit konzentriert sich auf das Verständnis vergangener Revolutionen des Erdsystems, die Entwicklung eines evolutionären Modells des Meeresökosystems und die Frühwarnung vor Kippelementen im Erdsystemen.

## Leben und Wirken
Lenton absolvierte ein Bachelorstudium der Naturwissenschaften an der University of Cambridge. Nach Lektüre der Bücher James Lovelocks über die Gaia-Hypothese wurde er auf die Bedeutung einer Betrachtung der Erde als Gesamtsystem aufmerksam. Dies führte, unter der Betreuung von Andrew Watson am Plymouth Marine Laboratory und später an der Universität von East Anglia (UEA), zu seiner Doktorarbeit über die Regulierung des Nährstoffgleichgewichts des Ozeans und des Sauerstoffgehalts der Atmosphäre. Nach Abschluss seiner Promotion arbeitete Lenton am UK Centre for Ecology & Hydrology in Edinburgh, wo er ein einfaches gekoppeltes Kohlenstoffkreislauf- und Klimamodell entwickelte und daraufhin die Entwicklung der GENIE-Familie von Erdsystemmodellen koordinierte. Im Jahr 2004 kehrte er an die UEA zurück und baute eine Arbeitsgruppe für Erdsystemmodellierung auf. Lenton befasste sich dort mit Schlüsselereignissen in der gekoppelten Evolution des Lebens und des Planeten, einschließlich des vom Menschen verursachten globalen Wandels. Er veröffentlichte darüber mit Andrew Watson ein Buch mit dem Titel Revolutions that made the Earth (2011). Lenton wechselte 2011 an die University of Exeter.
Ende 2023 wurde unter Führung Lentons der „Global Tipping Points Report“ publiziert, ein von mehr als 200 Wissenschaftlern verfasster Sachstandsbericht, der den wissenschaftlichen Forschungsstand zu den Kippelementen im Erdklimasystem zusammenfasst. Lenton ist Mitbegründer des Konzepts der Klimanische.
Lenton ist Mitglied der Linnean Society of London und Mitglied der Geological Society of London. Sein h-Index beträgt 96 (Stand Dezember 2023).

## Veröffentlichungen (Auswahl)

### Bücher
- Timothy M. Lenton, AJ Watson: Revolutions that made the Earth. Oxford University Press 2011.

### Journalbeiträge
- David I. Armstrong McKay et al.: Exceeding 1.5°C global warming could trigger multiple climate tipping points. In: Science. Band 377, Nr. 6611, 2022, doi:10.1126/science.abn7950.
- Luke Kemp et al.: Climate Endgame: Exploring catastrophic climate change scenarios. In: Proceedings of the National Academy of Sciences. Band 111, Nr. 34, 2022, doi:10.1073/pnas.2108146119.
  - Deutsche Übersetzung: Luke Kemp et al.: Climate Endgame. Erkundungen von Szenarien eines katastrophalen Klimawandels. In: Thomas Köhler et al. (Hrsg.): Klima, Kollaps, Kommunikation. Perspektiven auf das Climate Endgame. Leibniz-Universität Hannover / Hochschule Hannover, Hannover 2024, ISBN 978-3-690-18007-8, doi:10.25968/opus-3276.
- Chi Xu et al.: Future of the human climate niche. In: Proceedings of the National Academy of Sciences. 2020, doi:10.1073/pnas.1910114117.
- Timothy M. Lenton, Johan Rockström, Owen Gaffney, Stefan Rahmstorf, Katherine Richardson, Will Steffen, Hans-Joachim Schellnhuber: Climate tipping points - too risky to bet against. In: Nature. Band 575, 2019, S. 592–595, doi:10.1038/d41586-019-03595-0.
- Will Steffen et al.: Trajectories of the Earth System in the Anthropocene. In: Proceedings of the National Academy of Sciences. Band 115, Nr. 33, 2018, S. 8252–8259, doi:10.1073/pnas.1810141115.
- Timothy M. Lenton et al: Earliest land plants created modern levels of atmospheric oxygen. In: Proceedings of the National Academy of Sciences. Band 113, Nr. 35, 2016, S. 9704–9709, doi:10.1073/pnas.1604787113.
- Marten Scheffer et al.: Anticipating Critical Transitions. In: Science. Band 338, Nr. 6105, 2012, S. 344–348, doi:10.1126/science.1225244.
- Timothy M. Lenton: Early warning of climate tipping points. In: Nature Climate Change. Band 1, 2011, S. 201–209, doi:10.1038/nclimate1143.
- Johan Rockström et al.: A safe operating space for humanity. In: Nature. Band 461, 2009, S. 472–475, doi:10.1038/461472a.
- Timothy M. Lenton et al.: Tipping elements in the Earth's climate system. In: Proceedings of the National Academy of Sciences. Band 105, Nr. 6, 2008, S. 1786–1793, doi:10.1073/pnas.0705414105.

## Auszeichnungen (Auswahl)
- Philip-Leverhulme-Preis (2004)
- Auszeichnung als herausragender Jungwissenschaftler der European Geosciences Union (2006)
- Times Higher Education Award für das Forschungsprojekt des Jahres (2008)